# Lilly Endowment
Lilly Endowment Inc. ist eine US-amerikanische philanthropische Stiftung mit Hauptsitz in Indianapolis, Indiana. Sie ist eine der größten privaten philanthropischen Stiftungen der Welt. Das Stiftungskapital lag im Jahr 2023 bei 60 Milliarden US-Dollar, zum größten Teil bestehend aus Aktien des Pharmaunternehmens Eli Lilly and Company, welches allerdings unabhängig von der Stiftung ist.

## Geschichte
Lilly Endowment Inc. wurde 1937 von Josiah Kirby Lilly, Sr. und seinen Söhnen Eli und Josiah Kirby Jr. zur „Förderung und Unterstützung religiöser, erzieherischer oder wohltätiger Zwecke“ gegründet. J. K. Lilly Sr. war zunächst im Vorstand der Stiftung tätig und wurde ihr größter Spender. Im Laufe der Zeit spendete er der Stiftung Aktien von Eli Lilly and Company im Gesamtwert von 86,8 Millionen Dollar, einschließlich eines Vermächtnisses von 30 Millionen Dollar nach seinem Tod im Jahr 1948. Seine Söhne Eli und Joe steuerten später weitere Eli-Lilly-and-Company-Aktien bei. Eli leitete in den ersten Jahren auch die Stiftung. Die ersten Vollzeitmitarbeiter der Lilly-Stiftung, Josiah K. Lilly III und G. Harold Duling, wurden 1951 eingestellt. Mitte der 1970er Jahre war das Personal der Stiftung auf 75 Personen angewachsen, und sie war in einen größeren Hauptsitz in der 2801 North Meridian Street in Indianapolis umgezogen.
Die Stiftung ermöglichte es der Familie Lilly, die Kontrolle über das Unternehmen zu behalten und ihr wohltätiges Engagement fortzusetzen, ohne Einkommens- und Erbschaftssteuerstrafen zahlen zu müssen. Wie durch ein Steuerreformgesetz von 1969 vorgeschrieben, hat die Lilly Endowment ihren Besitz diversifiziert, aber ihr Vermögen besteht weiter in erster Linie aus Aktien von Eli Lilly and Company. 1998 war die Lilly Endowment die reichste philanthropische Stiftung der Welt, gemessen an ihrem Vermögen (geschätzter Wert: 15,4 Mrd. USD) und ihrem wohltätigen Engagement. Im Jahr 2019 war sie nach der Bill & Melinda Gates Foundation die zweitgrößte private amerikanische Stiftung. Bis 2023 war das Gesamtvermögen (auch dank des Anstiegs der Aktie von Eli Lilly) auf über 60 Mrd. Dollar angestiegen, bei Jahresausgaben in Höhe von ca. 1,6 Mrd. Dollar.

## Aktivitäten
Der geografische Schwerpunkt der Aktivitäten des Lilly Endowment liegt innerhalb des Großraums von Indianapolis, wobei auch nationale und internationale Projekte gefördert werden. Zwischen 1937 und 2022 hat die Lilly Endowment insgesamt mehr als 10 Milliarden Dollar an mehr als 10.000 Gruppen vergeben. Die drei Fokusbereiche bilden Gemeindeentwicklung, Bildung und Jugendförderung sowie Religion. So hat die Stiftung sich an der Baufinanzierung zahlreicher bedeutender Bauwerke in der Innenstadt von Indianapolis beteiligt und die Stadt damit entscheidend geprägt. Weitere Empfänger von Spenden sind Museen, Bildungseinrichtungen sowie zivilgesellschaftliche Gruppen. Die von dem bekennenden Christen Kirby Lilly gegründete Organisation hat auch den Bau von Kirchen und die theologische Ausbildung von Pfarrern finanziert.
Der Lily Endowment hat Spenden an einige politisch konservativ ausgerichtete Organisationen wie das Hudson Institute und die Federalist Society geleistet. Der Stiftung wurde auch vorgeworfen, Klimawandelleugnung finanziell unterstützt zu haben. Die Stiftung hat im Laufe der Jahre Millionen von Dollar an wirtschaftsliberale Gruppen gezahlt, die sich gegen Preiskontrollen bei Insulin, einem Schlüsselprodukt von Eli Lilly, einsetzen.